# Мусин, Рашид Мусинович
Рашид Мусинович Мусин (тат. Рәшит Муса улы Мусин; 12 ноября 1927, д. Чатра, Кушнаренковский район, Башкирская АССР, РСФСР, СССР — 2 октября 1982) — советский партийный и государственный деятель, первый секретарь Татарского обкома КПСС.

## Биография
Родился в деревне Чатра Топорнинского района Башкирской АССР.
В 1950 году окончил Московский энергетический институт.
- 1950—1952 годы — работал бригадиром, затем инженером Казанской тепловой электростанции № 1 (ТЭЦ-1).
- 1953—1956 годы — освобождённый секретарь парткома ТЭЦ-1.
- 1956—1957 годы — директор ТЭЦ-1.
- 1957—1958 годы — секретарь парткома Совнархоза Татарского экономического административного района.
- 1958—1961 годы — заместитель председателя Совнархоза Татарского экономического административного района.
- 1961—1979 годы — первый секретарь Казанского горкома КПСС.
- 1979—1982 годы — первый секретарь Татарского обкома КПСС.

Член КПСС с 1952 года. Член ЦК КПСС с 1981 года. Депутат Верховного Совета СССР 8-10 созывов. Член Президиума Верховного Совета СССР с 1980 года.
Умер 2 октября 1982 года. Похоронен на Арском кладбище в Казани.
Его именем названа улица в Ново-Савиновском районе Казани.
Был награжден орденами Ленина, Октябрьской Революции и двумя орденами Трудового Красного Знамени, а также медалями СССР.